# Hans Heuwer
Hans Heuwer (1419/23 urkundlich genannt) war ein sächsischer Amtshauptmann.

## Leben
Er gehörte einem Adelsgeschlecht an.
1419 bis 1429 wird er als Vogt des sächsischen Amtes Delitzsch urkundlich erwähnt.